# Rosyita Eka Putri Sari
Rosyita Eka Putri Sari (* 6. Juli 1996) ist eine indonesische Badmintonspielerin. 

## Karriere
Rosyita Eka Putri Sari gewann 2012 das German Juniors und auch das Tangkas Juniors. Bei den Maldives International 2013 belegte sie Rang zwei im Damendoppel, bei den Singapur International 2013 Rang drei. 2012 startete sie bei der Junioren-Badmintonasienmeisterschaft 2012, der Indonesia Super Series 2012 und dem Indonesia Open Grand Prix Gold 2012, 2013 beim Malaysia Grand Prix Gold 2013 und den Chinese Taipei Open 2013.